# Добродєєв Борис Тихонович
Добродєєв Борис Тихонович (рос. Добродеев Борис Тихонович; 28 квітня 1927, Воронеж — 23 вересня 2022) — радянський російський кіносценарист. Лауреат Ленінської премії (1982). Заслужений діяч мистецтв РРФСР (1985). Лауреат Державної премії УРСР ім. Т. Г. Шевченка (1985) у номінації «кіномистецтво» за фільм «Тривожне небо Іспанії».

## Життєпис
Народився 28 квітня 1927 р. у м. Воронеж (Росія). Закінчив Всесоюзний державний інститут кінематографії (1949).

## Фільмографія
Автор сценаріїв фільмів:
- «Перший вчитель» (1965, у співавт.)
- «Материнське поле»(1967, у співавт.)
- «Червоний дипломат. Сторінки життя Леоніда Красіна» (1971)
- «Карл Маркс. Молоді роки» (1979. Ленінська премія, 1982)
- «Дев'ята висота» (1976, документальний; Державна премія РСФСР, 1977)
- «Життя Бетховена» (1978)
- «Особливо важливе завдання» (1980)
- «Тоді в 45-му» (1984, документальний; Срібна медаль ім. О. П. Довженка, 1985)
- «Софія Ковалевська» (1985)
- «Тривожне небо Іспанії» (1985, документальний, у співавт.; Українська студія хронікально-документальних фільмів) і багато інших...